# Тарасівка (зупинний пункт, Південно-Західна залізниця)
Тара́сівка — пасажирський залізничний  зупинний пункт Київської дирекції Південно-Західної залізниці на електрифікованій лінії Фастів I — Київ-Волинський між станціями Боярка (4 км) та Вишневе (6 км). Розташований на межі однойменного села та міста Боярки Фастівського району Київської області.

## Історія
Зупинний пункт відкритий 1951 року. У 1961 році зупинний пункт електрифікований постійним струмом (=3 кВ) в складі дільниці Київ — Васильків I. У 1967 році змінено рід струму і переведено на змінний струм (~25 кВ).
Між станцією Вишневе та зупинним пунктом Тарасівка знаходився зупинний пункт Крюківщина, який закритий у 2008 році
У липні—вересні 2012 року збудована нова пасажирська платформа парного (київського) напрямку, яка є зарежимленою, розташована навпроти платформи фастівського напрямку. Відкрита для пасажирів 12 жовтня 2012 року. У листопаді 2012 року стара платформа парного напрямку і пасажирський павільйон демонтовані. 
26 березня 2022 поблизу платформи під обстріл російських окупантів потрапив регіональний поїзд Шепетівка — Київ.

## Пасажирське сполучення
На платформі Тарасівка зупиняються приміські електропоїзди фастівського напрямку. Щодоби зупиняється 24 пари приміських електропоїздів, які прямують за маршрутом Київ-Пасажирський — Васильків II / Фастів I / Миронівка / Козятин I / Житомир.
25 січня 2021 року «Укрзалізниця» запустила новий модернізований приміський електропоїзд за маршрутом Київ — Тарасівка — Київ. Він курсує у робочі дні та здійснює 8 рейсів (по чотири вранці та ввечері) у періоди найбільшого пасажиропотоку.

## Залізничний переїзд
Платформи зупинного пункту розташовані поруч із залізничним переїздом. Рух поїздів на дільниці інтенсивний, тому біля переїзду нерідко утворюються тривалі затори, які сягають завдовжки понад 1 км. Переїзд оснащений світлофорами зі звуковою сигналізацією і чотирма шлагбаумами. Однак навіть це не допомагає уникнути зіткнень автомобілів з поїздами. Так, лише 2010 року внаслідок дорожньо-транспортних пригод на переїзді загинуло 5 осіб.
20 липня 2010 року, о 22:25, автомобіль Volkswagen Passat зіткнувся з поїздом № 97 сполученням Київ — Львів. ДТП сталося через порушення водієм автомобіля правил дорожнього руху. У результаті ДТП загинули дві особи — водій та пасажир легкового автомобіля.
13 жовтня 2010 року, наступного дня після Марганецької катастрофи, о 20:58 сталося зіткнення поїзда № 49 сполученням Київ — Трускавець з автомобілем швидкої медичної допомоги УАЗ-452. Причиною ДТП стало грубе порушення водієм автомобіля правил дорожнього руху в частині правил проїзду залізничних переїздів. У ДТП загинули 3 особи: подружня пара і жінка-фельдшер. Водій «швидкої» залишився живим.

## Галерея

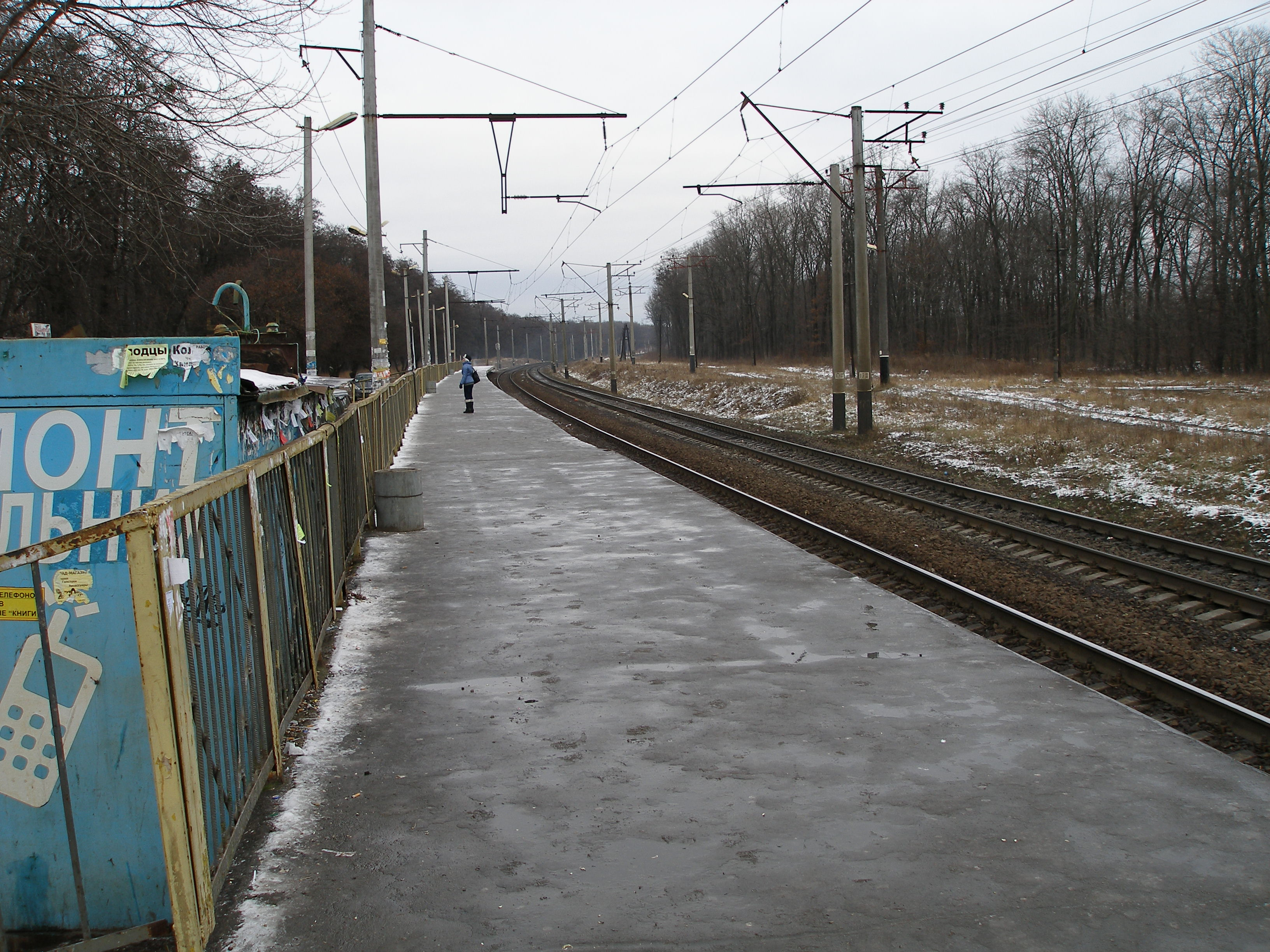
Платформа непарного напрямку. Вигляд у напрямку станції Вишневе
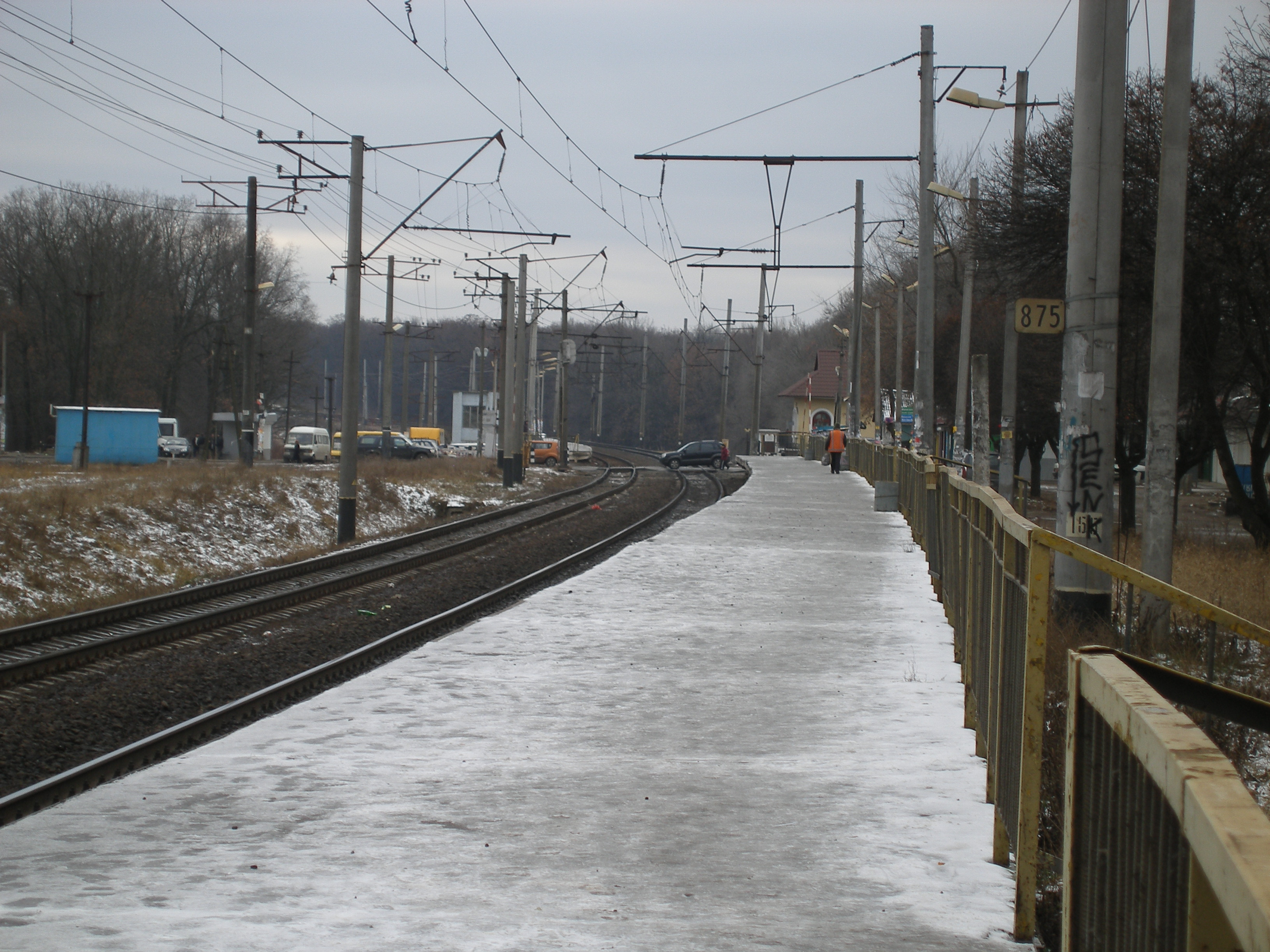
Платформа непарного напрямку. Вигляд у напрямку станції Боярка
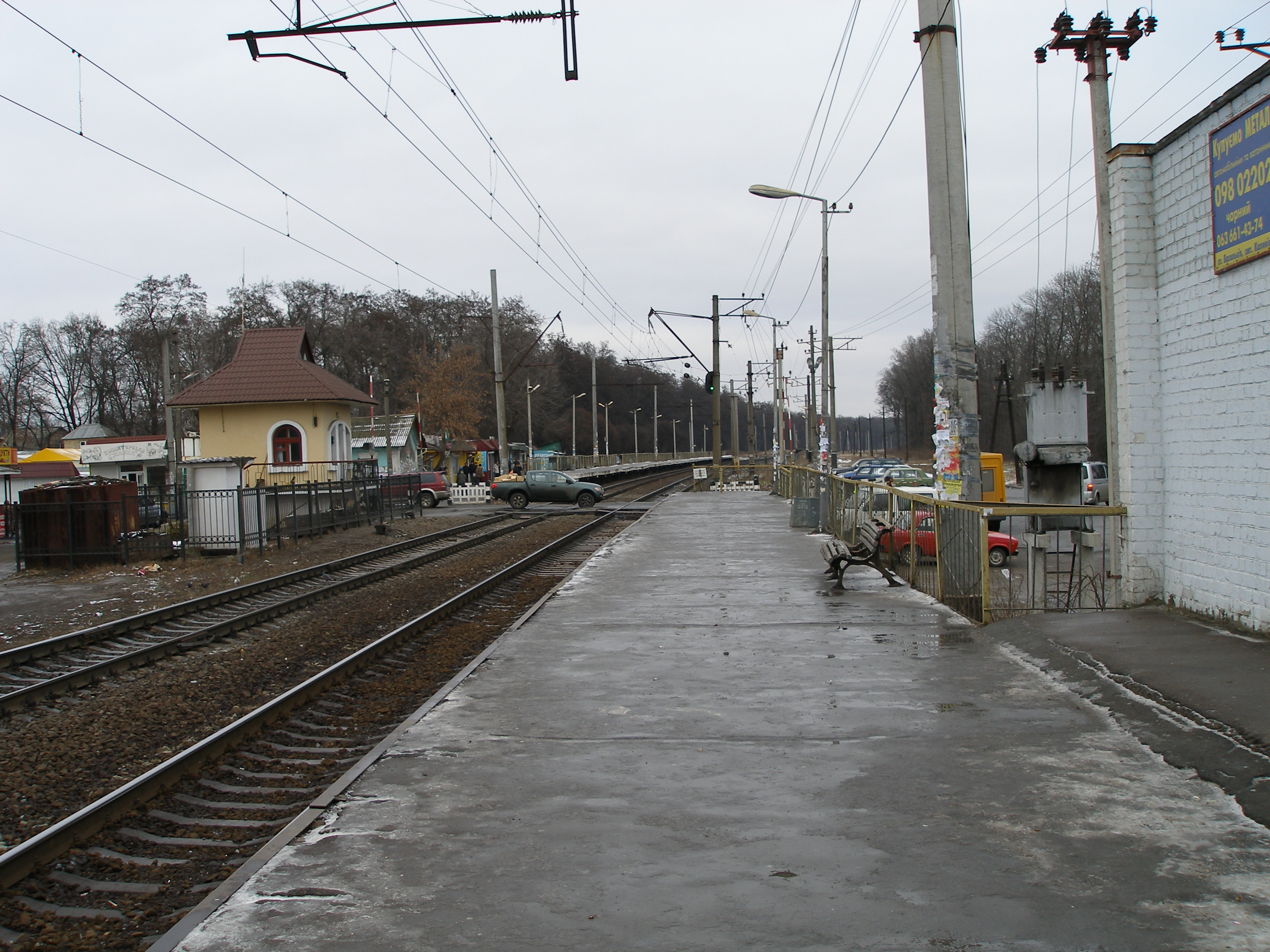
Вигляд на залізничний переїзд та платформу непарного напрямку
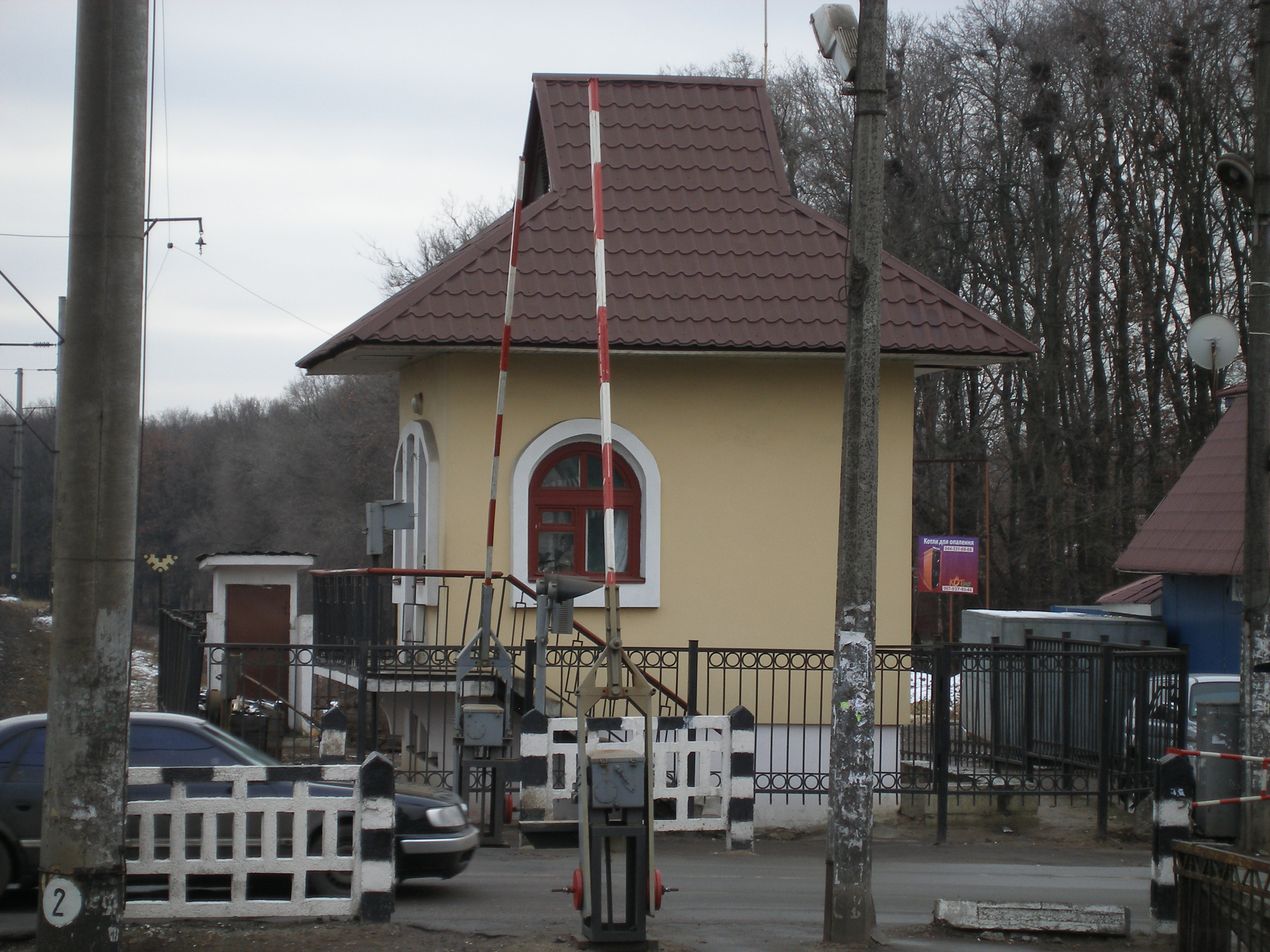
Будівля чергового по переїзду
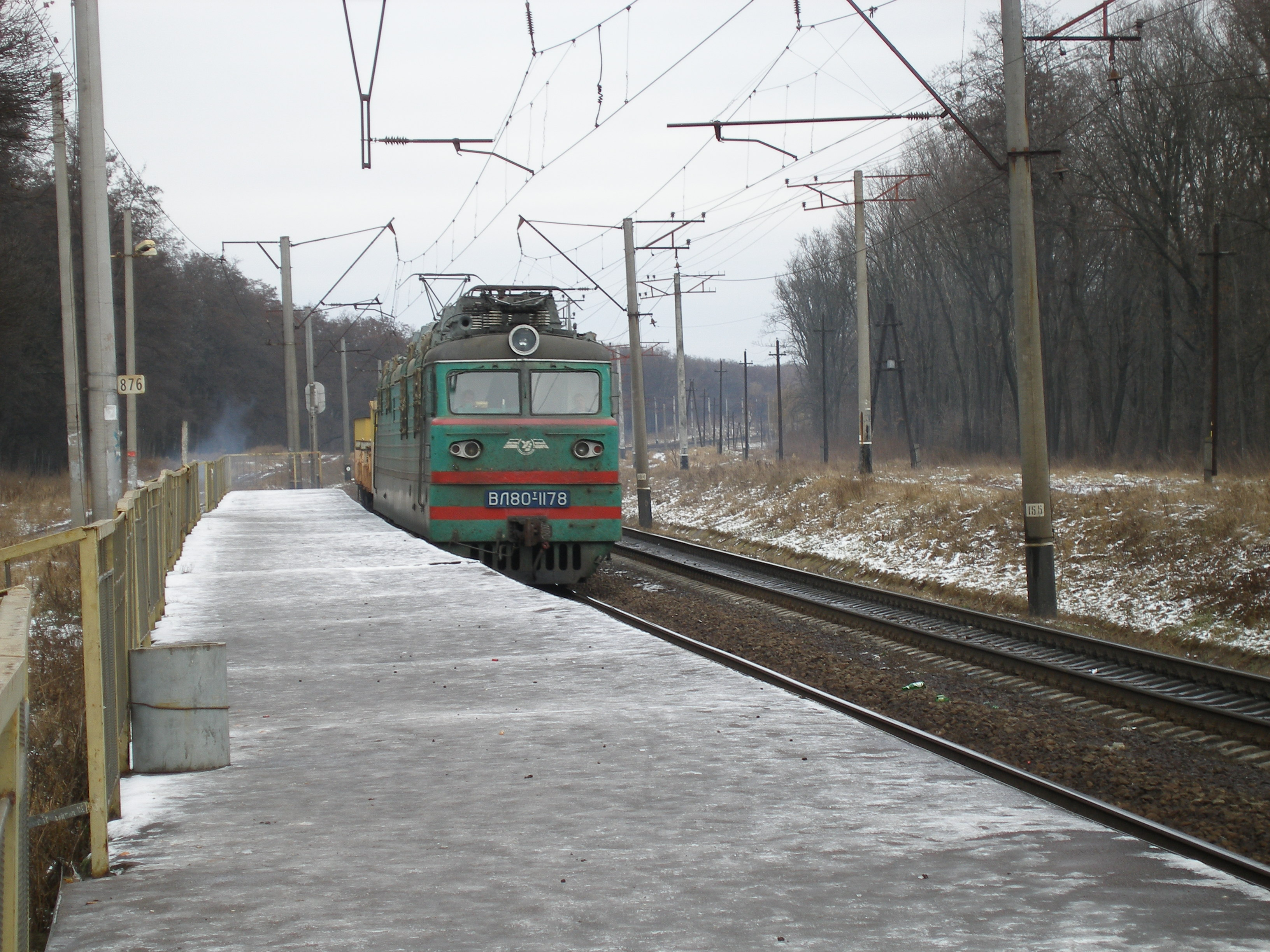
Електровоз ВЛ80Т-1176 проїжджає повз зупинний пункт Тарасівка
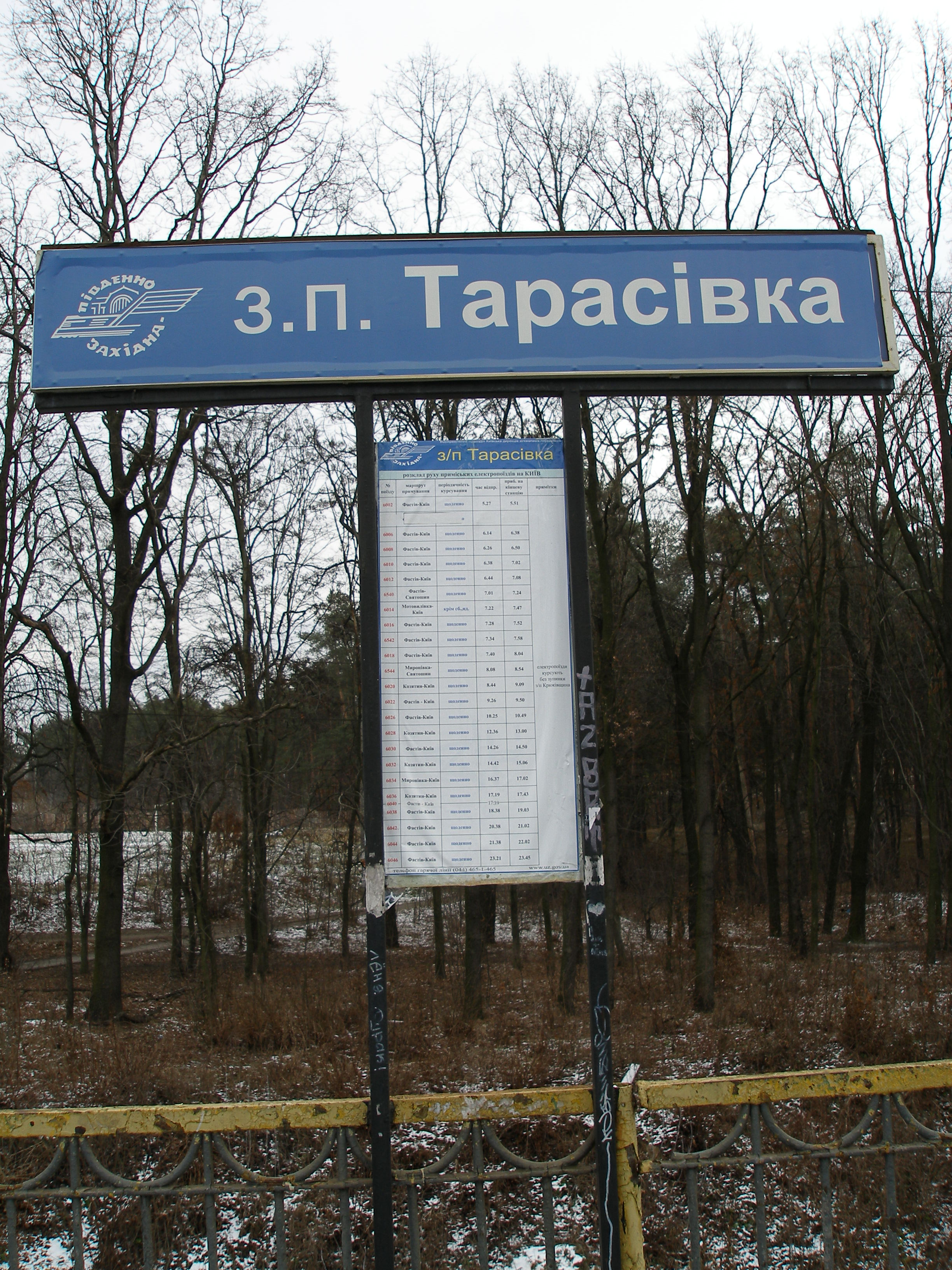
Розклад руху приміських електропоїздів у напрямку Києва (грудень 2011 року)
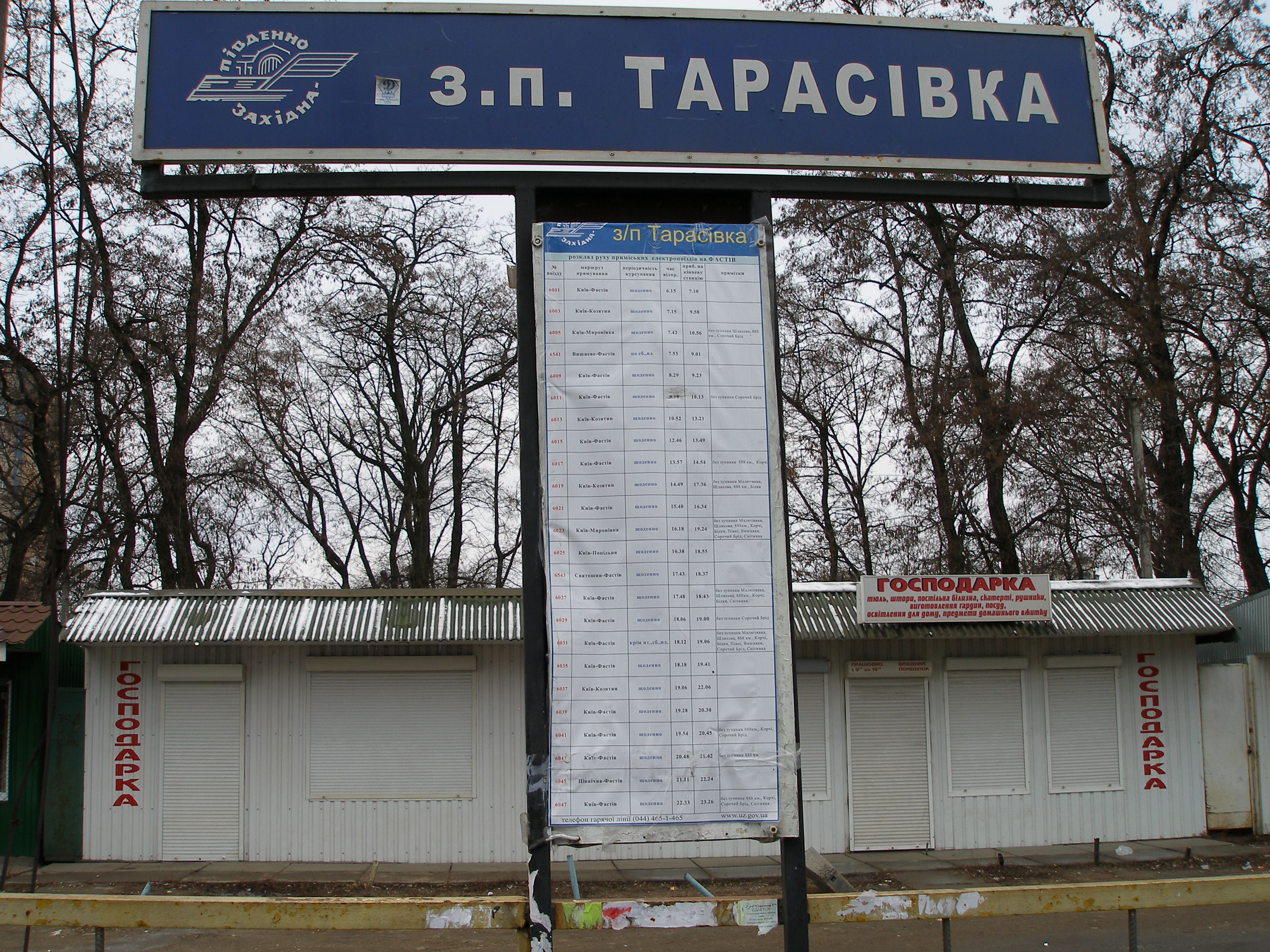
Розклад руху приміських електропоїздів у напрямку Фастова (грудень 2011 року)
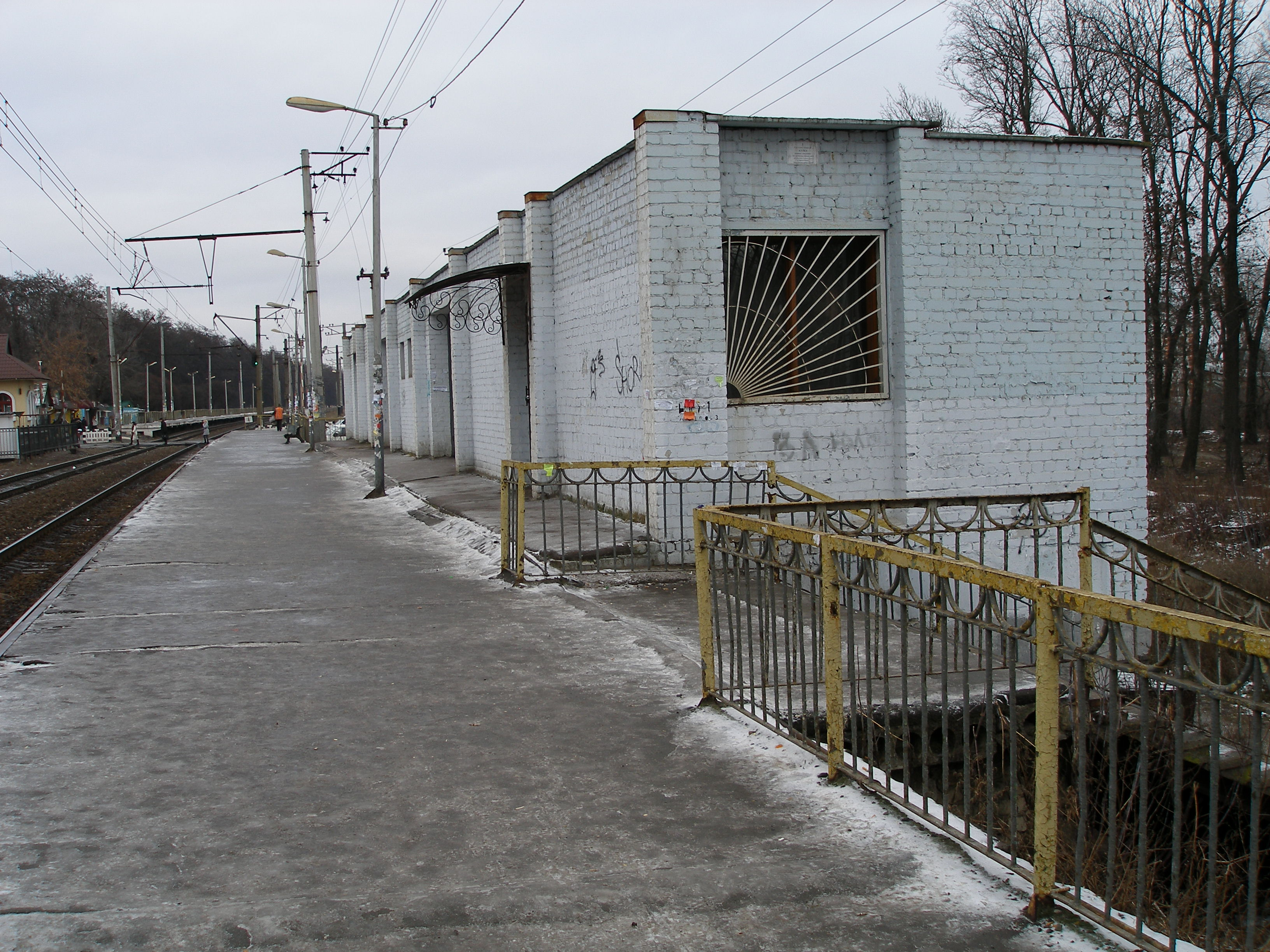
Пасажирський павільйон на старій платформі парного напрямку (демонтований у листопаді 2012 року), грудень 2011 року
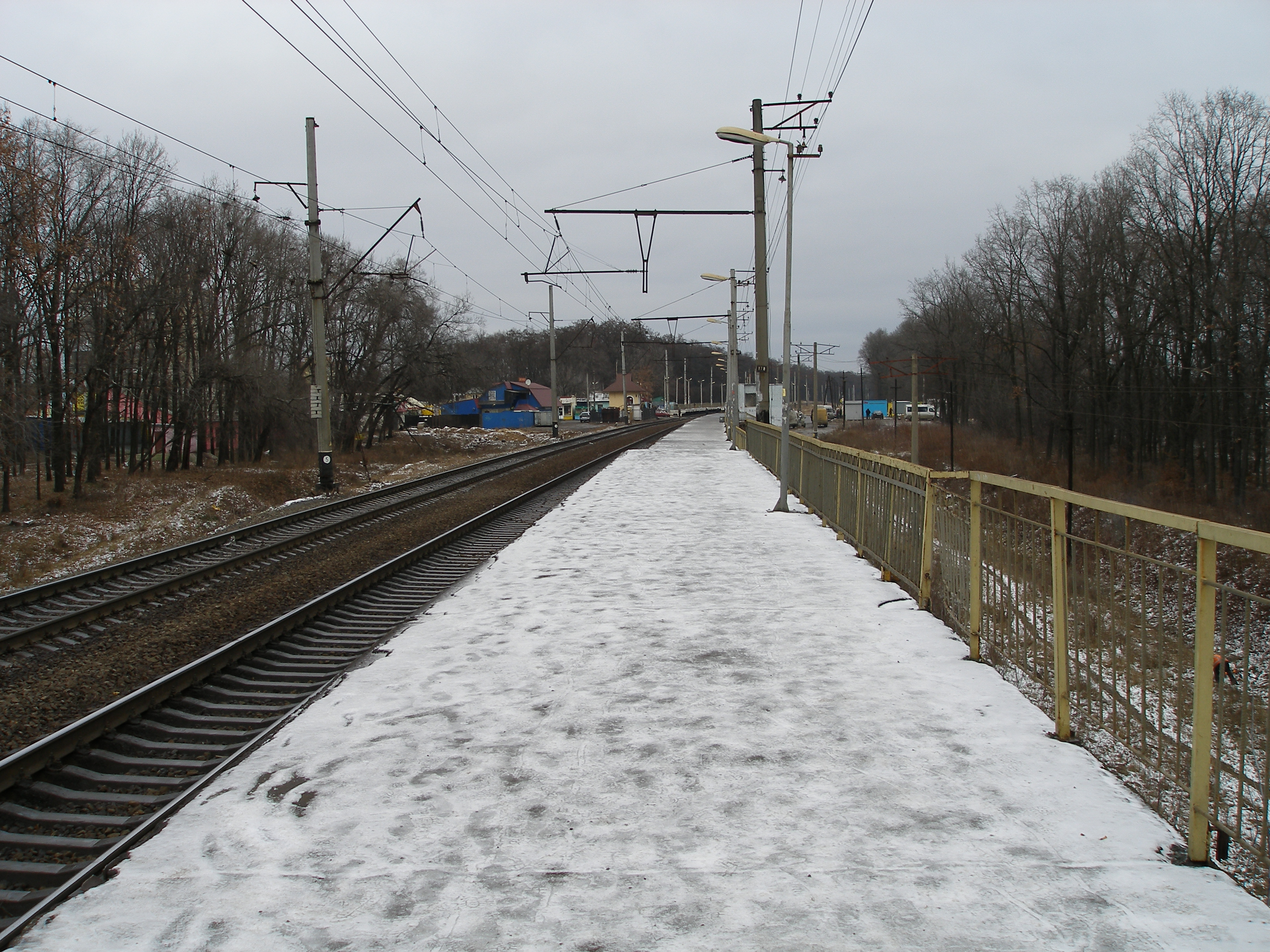
Стара платформа парного напрямку (демонтована у листопаді 2012 року). Вигляд у напрямку станції Вишневе (грудень 2011 року)
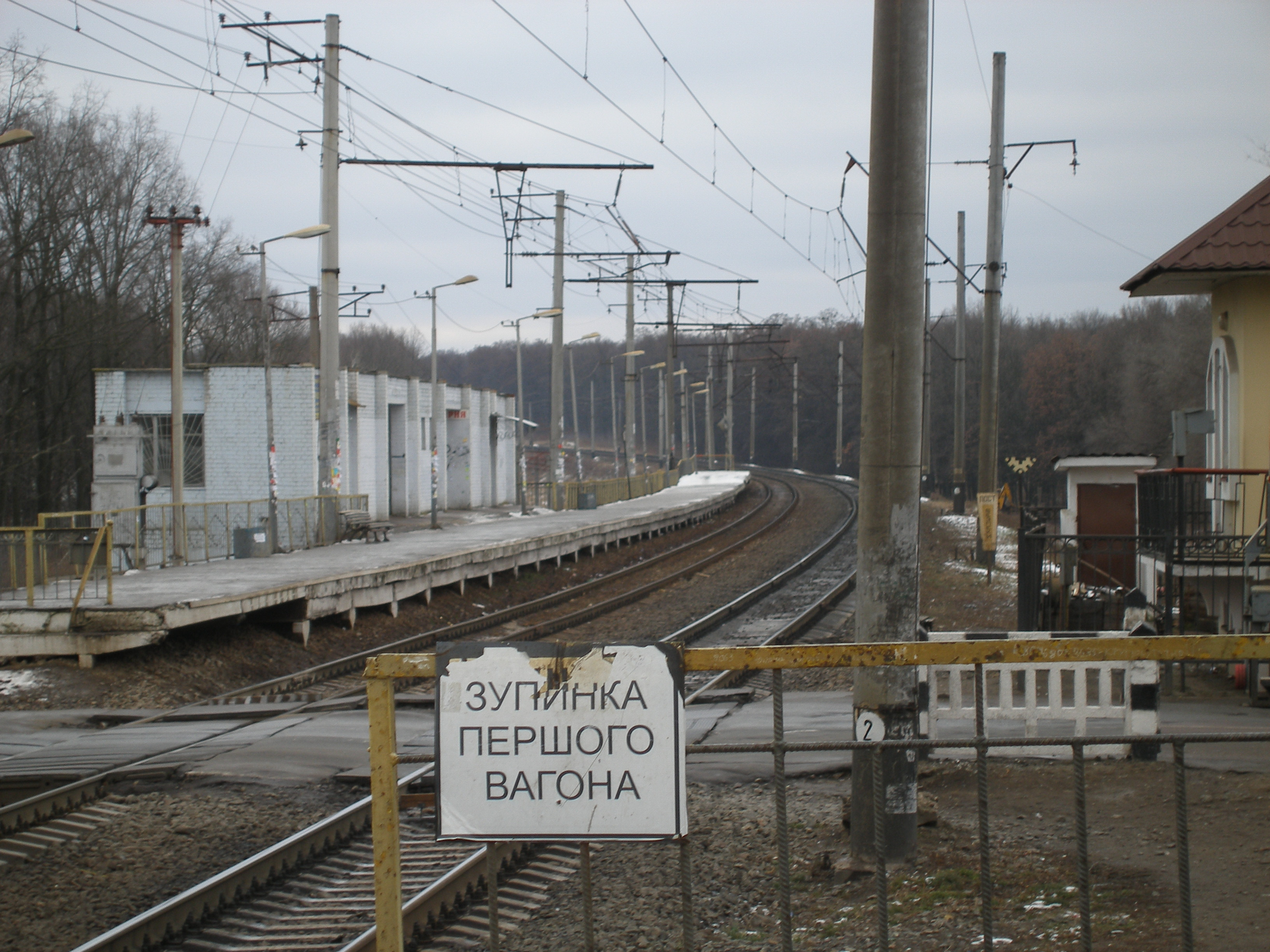
Вигляд на залізничний переїзд та стару платформу парного напрямку (грудень 2011 року)